# Театр безпеки
Театр безпеки — явище в суспільстві, коли метою проведених заходів заявляється підвищення безпеки, але по факту не робиться нічого для її досягнення. Едвард Фелті називає театром безпеки заходи, прийняті в аеропортах після терактів 11 вересня.

## Недоліки
Театр безпеки вимагає реальних грошових витрат, але за визначенням не дає ніяких переваг в плані безпеки, або ця вигода настільки мала, що не варто цих витрат. Театр безпеки, як правило, вводить обмеження або змушує людей проходити вельми специфічні процедури, які можна сприйняти як обмеження особистої свободи і недоторканності приватного життя.
Оскільки заходи безпеки часто вузькі і специфічні (наприклад, зосереджуються на потенційних вибухових речовинах у взутті), вони дозволяють потенційним зловмисникам знайти інші методи атаки.
У багатьох випадках нав'язливі заходи театру безпеки створюють вторинні негативні наслідки, реальну вартість яких важко оцінити. Ці наслідки часто пов'язані зі страхом, наприклад, людина, бачачи велику кількість збройних охоронців і ретельні обшуки, починає нервуватися, вважаючи, що поруч є реальна небезпека. У контексті авіаперельотів цей необґрунтований страх призводить до того, що частина громадян відмовляється користуватися повітряним транспортом — ця відмова є по суті необдуманою, контрпродуктивною.

## Переваги
Іноді відчуття безпеки важливіше реальної безпеки. Якщо потенційні жертви почуваються захищеними, то вони можуть здійснювати свою діяльність, уникаючи паралізуючого страху (неправда у порятунок). Крім того, потенційні зловмисники можуть взагалі відмовитися від проведення атаки в даному місці або ж спрямують свою увагу на цілі, що виглядають менш захищеними.

## Етимологія
Термін  Театр безпеки  був придуманий фахівцем з комп'ютерної безпеки і письменником Брюсом Шнайером для його книги  Beyond Fear: Thinking Sensibly about Security in an Uncertain World , але отримав поширення в колах безпеки, зокрема, для опису заходів безпеки в аеропортах.